# 조르주 비도

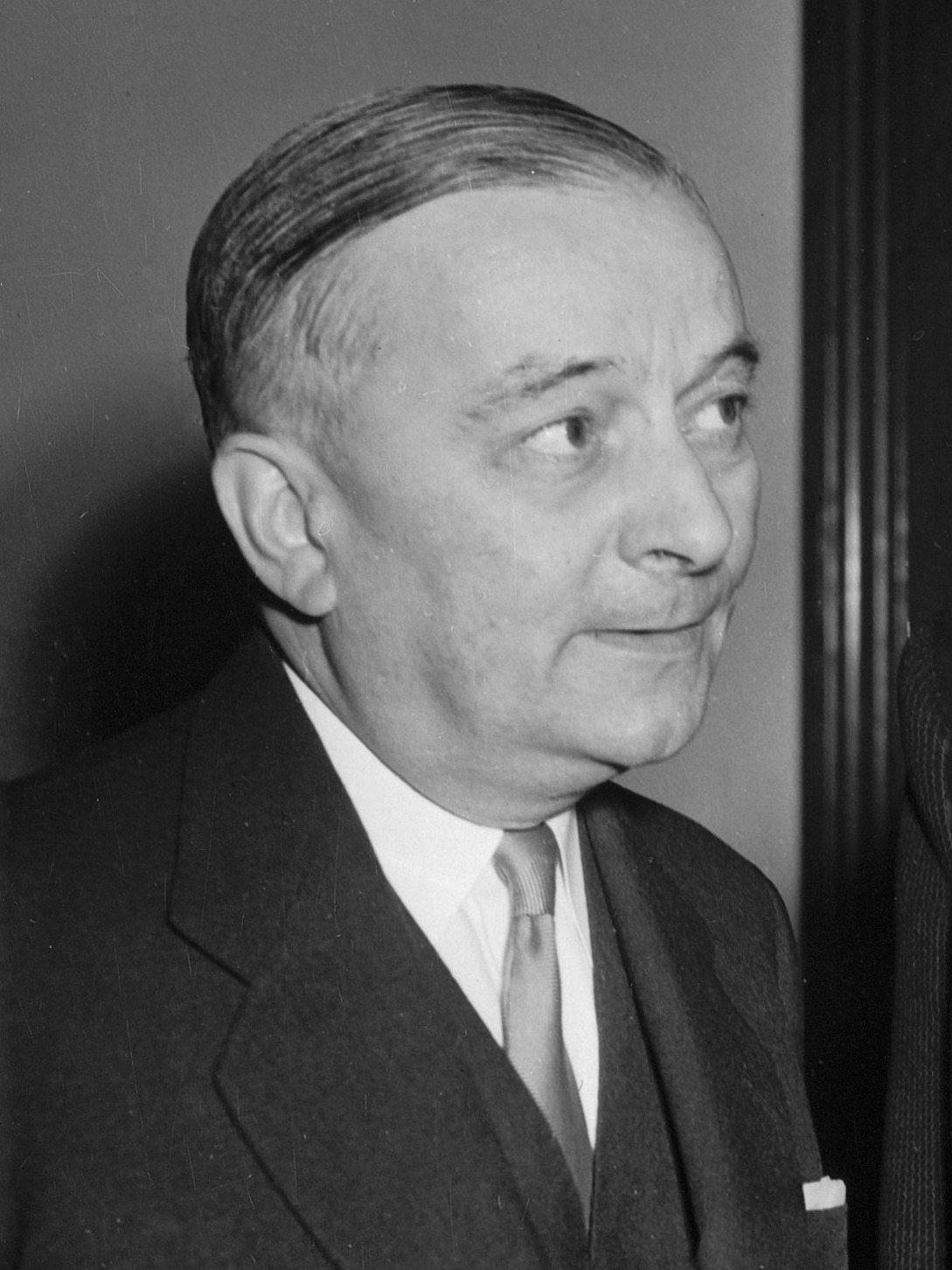

조르주 오귀스탱 비도(Georges-Augustin Bidault, 프랑스어 발음: [ʒɔʁʒ bido], 1899년 10월 5일 ~ 1983년 1월 24일)는 프랑스의 정치인으로, 레지스탕스로 활동하였다. 전후, 프랑스의 총리와 외무장관을 지냈으며, 식민지 독립 (알제리, 인도차이나) 에 반대하는 극우 조직 비밀군사조직 (Organisation de l'armée secrète, OAS) 에 가담하기도 하였다.

## 같이 보기
- 레지스탕스
- 샤를 드 골
- 알제리 독립 전쟁

| 전임 펠릭스 구앵 | 프랑스의 국가 원수 1946년 6월 24일 ~ 1946년 11월 28일 | 후임 뱅상 오리올 |

| 전임 펠릭스 구앵 | 프랑스의 정부 수반 1946년 6월 24일 ~ 1946년 11월 28일 | 후임 뱅상 오리올 |

| 전임 앙리 쿠에이유 | 프랑스의 정부 수반 1949년 10월 28일 ~ 1950년 7월 2일 | 후임 앙리 쿠에이유 |